# Karl Paul Link
Karl Paul Gerhard Link (* 31. Januar 1901 in La Porte, Indiana; † 21. November 1978 in Madison, Wisconsin) war ein US-amerikanischer Biochemiker an der University of Wisconsin–Madison. Er ist vor allem für die Entdeckung der Cumarine bekannt.

## Leben
Links Eltern waren Nachfahren deutscher Immigranten; in der Familie mit zehn Kindern wurde Deutsch und Englisch gesprochen. Karls Bruder George K. K. Link wurde Professor für Botanik und Pflanzenpathologie an der University of Chicago. Unter den weiteren Geschwistern fanden sich ein Richter, ein Politiker, eine Musiklehrerin und zwei Geologen.
Karl Paul Link sollte zunächst Medizin studieren, nahm aus wirtschaftliche Gründen aber ein Studium der Agrikulturchemie  an der University of Wisconsin–Madison auf, wo er 1922 einen Bachelor und 1923 einen Master erwarb. Link promovierte 1925 bei dem Pflanzen-Biochemiker William E. Tottingham. Als Postdoktorand arbeitete er bei James Irvine an der University of St Andrews in Schottland zur Kohlenhydrat-Chemie, bei Fritz Pregl in Graz in Österreich zur Mikrochemie und bei Paul Karrer an der Universität Zürich in der Schweiz zur organischen Chemie. 1927 wurde Link Assistant Professor an der University of Wisconsin-Madison und 1928 Associate Professor. 1930 wurde er ebendort erster Professor für Biochemie, wo er sich zunächst ebenfalls mit der Chemie der Kohlenhydrate beschäftigte. Ab 1934 wandte sich Link den Cumarinen zu, behielt aber lebenslang sein Interesse für die Chemie der Kohlenhydrate.
1930 heiratete Link Elizabeth Feldman. Das Paar hatte drei Söhne. An der University of Wisconsin-Madison galt Link wegen seiner extravaganten Kleidung mit Fliege, Flanellhemden, Arbeitsschuhen oder kurzer Hose und wegen seiner langen Locken als Original. Es wird von aufbrausendem und gelegentlich gewalttätigem Verhalten berichtet. Link galt als liberal und stellte sich in Konflikten mit der Universitätsverwaltung regelmäßig auf die Seite der Studenten. 1971 ging Link in den Ruhestand.

## Wirken

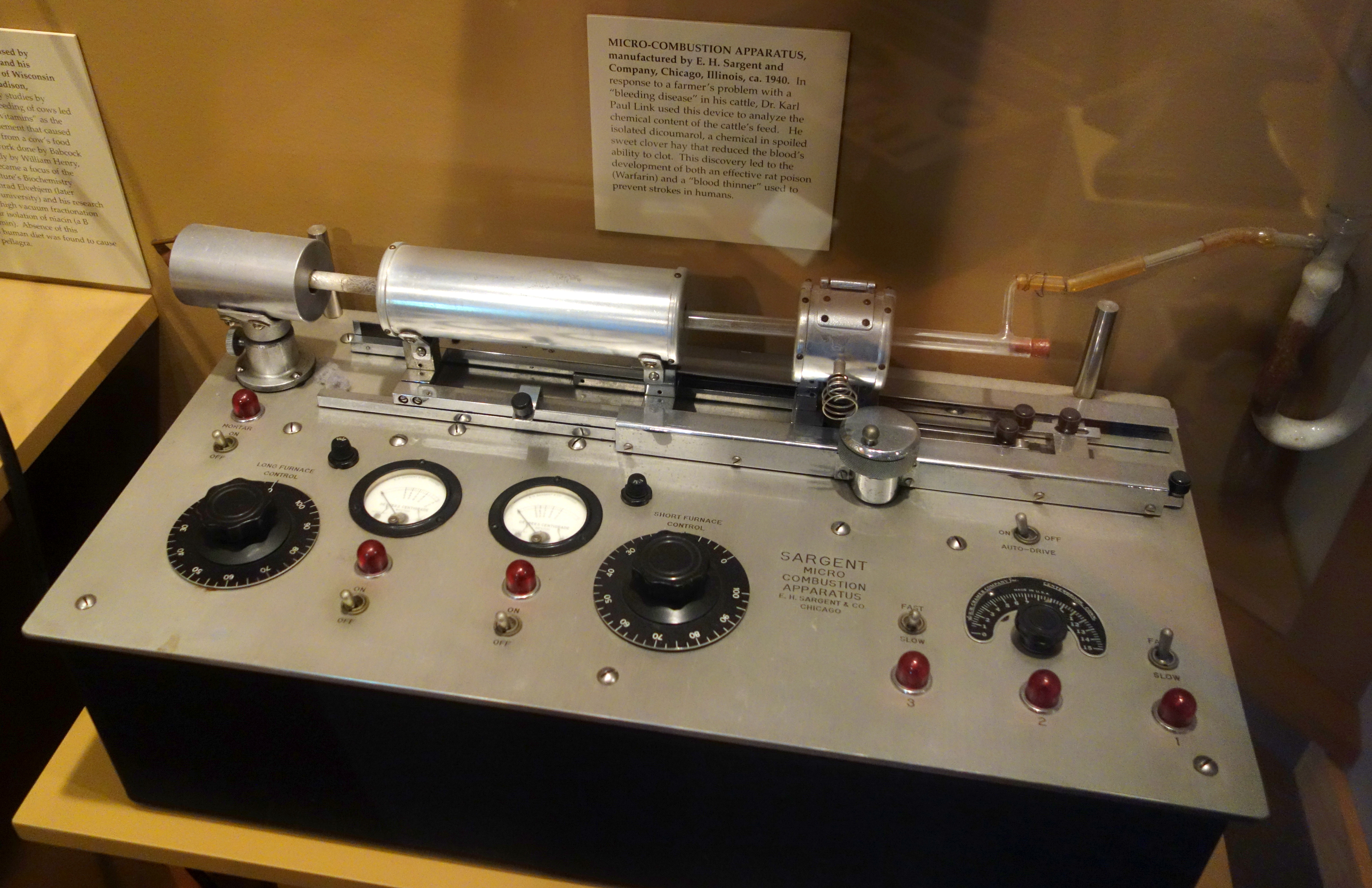
Apparat zur Gewinnung von Dicoumarol von Karl Link

Link und Mitarbeitern gelang es, mit Dicumarol das Agens zu erkennen, zu isolieren und später zu synthetisieren, das in verschimmeltem Heu des Steinklees der Auslöser der Hemorrhagic sweet clover disease ist, einer Blutungskrankheit, die insbesondere in den 1920er Jahren in den Vereinigten Staaten Milchvieh befiel, das solches Heu als Futter erhielt. Als 1939 die Struktur von Vitamin K aufgedeckt wurde, von dem bekannt war, dass es eine wichtige Rolle bei der Synthese der Gerinnungsfaktoren spielt, erkannte Link die Ähnlichkeit mit Dicumarol. In der Folge testete Link in Zusammenarbeit mit dem Wisconsin General Hospital und der Mayo Clinic die Substanz in der klinischen Forschung; seit 1941 wurde Dicumarol klinisch eingesetzt. Dicumarol und seine Abkömmlinge (die Cumarine), von denen über 100 von Link und Mitarbeitern erforscht wurden, können bei gesteuertem Einsatz beim Menschen therapeutisch zur Herabsetzung der Blutgerinnungsfähigkeit genutzt werden, insbesondere bei Herz- und Gefäßkrankheiten.
Links Mitarbeiter Mark Stahmann meldete das Patent für Warfarin an, das einerseits als Rattengift eingesetzt wurde aber andererseits insbesondere in den Vereinigten Staaten auch heute noch zu den am häufigsten eingesetzten Antikoagulanzien gehört. Ein Teil der Gewinne floss zurück an die Wisconsin Alumni Research Foundation (WARF), deren Name in „Warfarin“ steckt und die Links frühe Forschungen zu den Cumarinen unterstützt hatte.
Link betreute in den mehr als vierzig Jahren an der University of Wisconsin-Madison die Abschlussarbeiten von über 80 Studenten und Promotionsstudenten, unter ihnen der Biochemiker Saul Roseman und der spätere Nobelpreisträger Stanford Moore.

## Auszeichnungen (Auswahl)
- 1946 Mitglied der National Academy of Sciences
- 1955 Albert Lasker Award for Basic Medical Research[1]
- 1960 Albert Lasker Award for Clinical Medical Research (mit Irving S. Wright und Edgar Allen)[2]
- 1967 Kovalenko Medal der National Academy of Sciences[3]